# Sepals Gorgon
 Sepals Gorgon var en hemlig norsk militär bas inom Operation Sepals i de svenska fjällen, nära riksgränsen till Norge, under slutet av andra världskriget. Basen kallades också Marit eller Lotte.
Gorgon inrättades av den norska motståndsrörelsens Milorgs underrättelsetjänst XU i samarbete med svenska Försvarsstabens underrättelsetjänst C-byrån. Norrmannen Håkon Kyllingmark och C-byråns ansvarige för Norra Norrland Fahle Isberg rekognoserade under våren 1945 platser utmed gränsen och därefter kunde den första basen, Sepal I eller Anna, i augusti-september 1944 inrättas i Svenska Turistföreningens övernattningsstuga Pältsastugan omkring 15 kilometer söder on Treriksröset.
Sepals Gorgon var den tredje inrättade basen av sammanlagt fyra på svensk mark inom Operation Sepals. Den var under våren 1945 högkvarter för operationens ledare Håkon Kyllingmark. Gorgon uppfördes i jungfruelig terräng i närheten av Leinavatns östra ände - vilken sticker in något på svenskt territorium - ovanför sjön Vuoskajaures södra strand, några kilometer in i Sverige. Basen revs efter andra världskrigets slut, och dess exakta plats är inte känd för allmänheten. Tre amatörhistoriker lyckades dock 2012 att hitta platsen, men ännu (2024) har ingen systematisk arkeologisk förundersökning genomförts där.
Basen bemannades i likhet med de andra baserna av uppemot tio norska jägarsoldater, vilka var tränade av brittiska Special Operations Executive (SOE) inom Kompani Linge och i polistruppsläger Forleggning nr 4 Älgberget norr om Dala-Järna.
Den från Operation Sepals fristående norska hemliga kommunikationscentralen Kari låg omkring 15 kilometer västerut.